# Ilyarachna spinosissima
Ilyarachna spinosissima là một loài chân đều trong họ Munnopsidae. Loài này được Hansen miêu tả khoa học năm 1916.